# Micridyla
Micridyla is een geslacht van slakken uit de  familie van de Clausiliidae.

## Soorten
De volgende soorten zijn bij het geslacht ingedeeld:
- Micridyla pinteri (H. Nordsieck, 1973)